# Hyperolius albofrenatus
Espèce
Statut de conservation UICN

 DD  : Données insuffisantes
Hyperolius albofrenatus est une espèce d'amphibiens de la famille des Hyperoliidae.

## Répartition
Cette espèce est endémique de Tanzanie. Le lieu décrit par Ernst Ahl "Deutsch-Ostafrika" est trop imprécis,.

## Publication originale
- Ahl, 1931 : Amphibia, Anura III, Polypedatidae. Das Tierreich, vol. 55, p. 477.